# Quy Nhơn Đông
Quy Nhơn Đông là một phường thuộc tỉnh Gia Lai, Việt Nam;  có diện tích tự nhiên 81,97 km2, quy mô dân số 47.067 người vào tháng 7 năm 2025. 

## Lịch sử
Theo Nghị quyết số 1664/NQ-UBTVQH15 năm 2025, trên cơ sở giải thể thành phố Quy Nhơn, sáp nhập tỉnh Bình Định vào tỉnh Gia Lai và thực hiện hợp nhất toàn bộ diện tích tự nhiên và dân số của các xã Nhơn Hội, Nhơn Lý, xã Nhơn Hải và phường Nhơn Bình thuộc thành phố Quy Nhơn thành phường Quy Nhơn Đông.